# 張彧暋
張彧暋（1977年8月1日—）是一名香港社會學家，專攻歷史與文化社會學、國族主義與都市論、日本研究與動畫。曾任職香港中文大學社會學系講師，目前擔任立命館大學國際關係學部國際關係學科准教授。
早年就讀香港中文大學哲學系，後取得同校人類學碩士（師從麥高登）、社會學博士（師從王淑英）。就讀博士期間曾前往東京大學綜合文化研究科進行研究，期間曾受刈谷剛彥、原武史、中村尚史、平山昇、小熊英二等人指導。

## 外部鏈接
- 立命館大學 教職員情報 （页面存档备份，存于）